# Chlorobia
Las bacterias verdes del azufre o Chlorobia constituyen un pequeño grupo de bacterias del filo Bacteroidota]] que realizan la fotosíntesis anoxigénica. Tradicionalmente se clasificaban en el filo Chlorobi junto con Ignavibacteria, sin embargo los análisis filogenéticos y de distancia genética han encontrado que ambos forman clases independientes del filo Bacteroidetes. Las bacterias de Chlorobia son fotolitoautótrofas obligadas que usan sulfuro de hidrógeno (H2S) o azufre (S) como donantes de electrones (por comparación, las plantas durante la fotosíntesis usan agua como donante de electrones y producen oxígeno). Las estructuras donde se almacenan los pigmentos fotosintéticos están unidas a la membrana y se conocen como clorosomas o vesículas clorobiales. Estos clorosomas contienen bacterioclorofila "c", "d" y "e".
Estas bacterias se encuentran en las zonas ricas en azufre y anaerobias de los lagos. Algunas de estas bacterias contienen vesículas que les permiten ajustar la profundidad para conseguir una cantidad óptima de luz y H2S ya que estas bacterias son generalmente inmóviles (se conoce una especie que tiene un flagelo). Otras especies no tienen vesículas y se las encuentra en el fango rico en azufre en el fondo de los lagos y lagunas. Estas bacterias son bien diversas morfológicamente y se pueden presentar como bacilos, cocos y vibrios. Algunas crecen solas, otras en cadenas y pueden ser de color verde  grama o marrón chocolate.
Una especie de bacteria verde del azufre ha sido encontrada viviendo en una fumarola de la costa de México a una profundidad de 2500 metros bajo la superficie del Océano Pacífico. A esta profundidad, las bacterias, denominadas GSB1, viven del débil resplandor del respiradero termal puesto que ninguna luz del sol puede penetrar a tal profundidad.